# Station Karolinówka
Station Karolinówka is een spoorwegstation in de Poolse plaats Karolinówka.